# پادشاهی حجاز و نجد
پادشاهی حجاز و نجد به صورت کامل پادشاهی حجاز و سلطان‌نشین نجد یک پادشاهی دوگانه تحت حکومت ابن سعود پس از پیروزی سلطان‌نشین نجد سعودی بر پادشاهی حجاز هاشمی در ۱۹۲۵ بود. این حکومت از ۱۹۲۶ تا ۱۹۳۲ به طول انجامید. در ۱۹۳۲ این دو پادشاهی یگانه شدند و پادشاهی عربستان سعودی را تشکیل دادند.